# Karl Anton Eugen Prantl
Karl Anton Eugen Prantl, anche come Carl Anton Eugen Prantl (Monaco di Baviera, 10 settembre 1849 – Breslavia, 24 febbraio 1893), è stato un botanico tedesco.

## Biografia
Prantl nacque a Monaco di Baviera, Regno di Baviera; studiò a Monaco. Nel 1870 si laureò con la tesi Das Inulin. Ein Beitrag zur Pflanzenphysiologie (L'inulina, un contributo alla fisiologia vegetale). Lavorò con Carl Wilhelm von Nägeli e Julius Sachs. Dal 1887 pubblicò Die Natürlichen Pflanzenfamilien con il collega botanico Adolf Engler, che lo completò nel 1915.
Nel 1877 divenne professore presso l'istituto scolastico di Aschaffenburg, in seguito si trasferì presso l'Università di Breslavia nel 1889, dove divenne anche direttore del giardino botanico. Prantl ha lavorato particolarmente sul Crittogame.

## Opere
- Lehrbuch der Botanik , 7 Ed., Leipzig 1887. English translation: An elementary textbook of botany 1881
- Untersuchungen zur Morphologie der Gefäßkryptogamen, Leipzig 1875 and 1881, 2 fascicoli.
- Exkursionsflora für das Königreich Bayern, Stuttgart, 1884.
- Karl Prantl e Adolf Engler (editori): Die natürlichen Pflanzenfamilien, 2 edizioni, Leipzig (circa 1887).